# 東ビサヤ地方

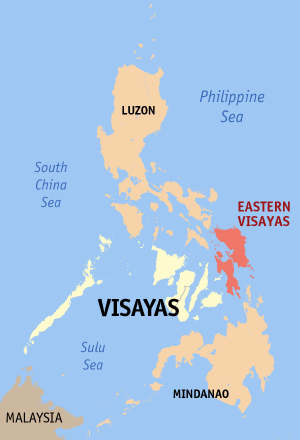

東ビサヤ地方（ひがしビサヤちほう、Eastern Visayas, Region VIII）は、フィリピン中部ビサヤ諸島東部の地方である。この地方の中心都市はタクロバン（Tacloban）である。

## 行政区分
東ビサヤ地方は、レイテ島（レイテ州、南レイテ州）、サマール島（東サマル州、北サマル州、サマル州）、ビリラン島（ビリラン州）の主な3島で構成されている。

### 州
- レイテ島
  - レイテ州
  - 南レイテ州
- サマール島
  - 東サマル州
  - 北サマル州
  - サマル州
- ビリラン島
  - ビリラン州

## 住民

### 言語
主な言語はワライ語。